# Pimpinella rhodantha
Pimpinella rhodantha är en flockblommig växtart som beskrevs av Pierre Edmond Boissier. Pimpinella rhodantha ingår i släktet bockrötter, och familjen flockblommiga växter. Inga underarter finns listade i Catalogue of Life.